# 大河内輝耕
大河内 輝耕（おおこうち きこう、1880年〈明治13年〉11月18日 - 1955年〈昭和30年〉5月2日）は、明治期から昭和期にかけての華族、政治家。貴族院議員。子爵。妻は徳川慶喜の八女の国子。

## 経歴
上野国高崎藩最後の藩主・大河内輝声の長男として生まれる。1882年（明治15年）父の死により家督を相続し、1884年（明治17年）7月8日に子爵を叙爵した。1901年（明治34年）7月に学習院高等科を卒業して、東京帝国大学法科大学に入り、1905年（明治38年）に卒業した。同年11月、文官高等試験に合格し、大蔵省に入り、主計局に配属された。その後、大蔵書記官、主計局主計課長、専売局主事、大蔵参事官、専売局理事、東京地方専売局長などを歴任した。
1924年（大正13年）4月5日、貴族院子爵議員補欠選挙で当選。1947年（昭和22年）5月2日の貴族院廃止まで在職した。第二次世界大戦中は、翼賛選挙における選挙干渉の危険性を指摘し、1945年（昭和20年）3月10日の東京大空襲の翌日、および14日に開かれた帝国議会では「人貴キカ物貴キカ」と人命を優先するよう政府を追及した。

## 国会質問
●【1945年（昭和20年）3月11日、午前10時9分からの貴族院本会議】
政府のやることが全て後手に回っている。
例えば防空の問題。疎開の必要性を我々は主張していたが政府は一向に聞かない。
それどころか「疎開する者は非国民だ」とまで言いだした。
ぐずぐずしているうちに、昨日の被害、死傷者が出た。
●【同年 3月14日、貴族院本会議】（大達茂雄内務大臣が3月10日の東京大空襲の被害状況を淡々と報告したのに対して）
私の質問は、「人貴きか、物貴きか」と、こういう質問なんであります。
防空施設を整えるという話もあるが、私はこうなっては間に合わないと思う。大都会が焦土化するのは時間の問題だと思います。
次は東京が全部やられるかも知れない。その場合に、人を助けるか物を助けるか、どっちを助けるかを伺いたい。
私は、人を助ける方がよいと思う。
消防などは二の次でよいから、身をもって逃げるということが一番よいと思う。
内務大臣から隣組長などに、「火は消さなくてもよいから逃げろ」と言っていただきたい。
（これに対し、内務大臣は「焼夷弾に対して市民が果敢に健闘いたしております」「初めから逃げてしまうということは、これはどうかと思うのであります」と答弁。）

## 栄典
位階
- 1918年（大正7年）12月28日 - 正四位[9]
- 1927年（昭和2年）1月15日 - 従三位[10]

勲章等
- 1931年（昭和6年）5月1日 - 帝都復興記念章[11]

## 家族

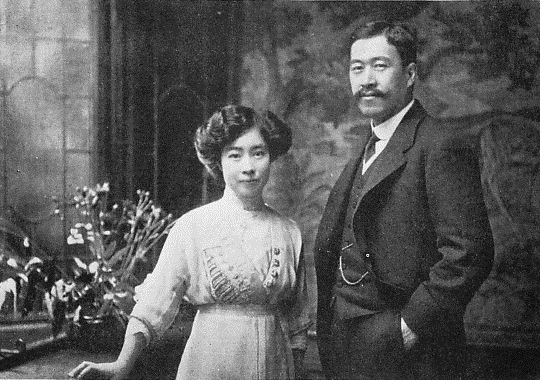
妻・国子（左）と輝耕（右）

妻の国子（1882-1942）は徳川慶喜と側室の八女として明治15年に静岡の徳川邸で生まれたが、学齢期に徳川家達家に預けられて育った。妹たちとともに大正天皇の妃候補に選ばれたが背が低いことから選から外れ、明治34年に輝耕に嫁いだ。佐佐木信綱の短歌会「竹柏会」で川田順と出会い、明治39年より不倫関係となったが、明治44年に川田が結婚し、翌年国子は夫を追って渡英、約20年後、国子側から川田に連絡があり、交流が復活、その後、夫や息子（養子）夫婦公認の交際が続いたが、56歳で脳溢血に倒れ、5年ほど寝たきりとなり死去した。川田はのちに、川田と国子の不倫に輝耕が寛容であったのには深い理由があり、それが公表できたら二人の罪も軽減されるだろうが明らかにはできない、と含みのある書き方をしている。
実子はなく夫婦養子を取った。養子の輝信は浅野長之の二男、その妻富士子は侯爵四條隆愛の長女。

### 系譜
- 父：大河内輝声（1848 - 1882） - 上野国高崎藩10代藩主。
- 母：杉原ふき（? - 1909）
- 妻：国子（1882 - 1942） - 徳川慶喜の八女。
  - 養子：大河内輝信（1900 - 1988） - 甥。浅野長之と妹・恭子の次男。慶応義塾大学卒業。